# Гімн Естонії
Mu isamaa, mu õnn ja rõõm (укр. «Моя батьківщина, моє щастя та радість») — національний гімн Естонії 1920 року і після 1990 року. Мелодію гімну написав фінський композитор Фредрік Паціус (та ж сама мелодія використовується у Національному Гімні Фінляндії). Слова до гімну написав Йоган-Вольдемар Яннсен. Уперше був виконаний на співочому фестивалі Grand Song Festival, який проходив 18-20 липня 1869 року в місті Тарту.
Під час правління комуністичної партії виконувати гімн було заборонено, проте після падіння режиму у 1990 році, пісні було присвоєно статус офіційного гімну Естонії.

## Текст гімну
Mu isamaa, mu õnn ja rõõm,
kui kaunis oled sa!
Ei leia mina iial teal
see suure, laia ilma peal,
mis mul nii armas oleks ka,
kui sa, mu isamaa!
Sa oled mind ju sünnitand
ja üles kasvatand;
sind tänan mina alati
ja jään sull' truuiks surmani,
mul kõige armsam oled sa,
mu kallis isamaa!
Su üle Jumal valvaku
mu armas isamaa!
Ta olgu sinu kaitseja
ja võtku rohkest õnnista,
mis iial ette võtad sa,
mu kallis isamaa!

### Український переклад Василя Буколика
В тобі, мій краю, втіха вся
І чарівна краса!
Хоч цілий світ я обійду,
Землі такої не знайду.
Співаю радо гімн гучний
Тобі, о краю мій!
Як батько, ти вдихнув мені
Наснагу для борні!
І вдячна відповідь моя:
Служу, довіку вірний, я
Між незліченних веремій
Тобі, о краю мій!
Благословив Святий Господь
Мій край і мій народ:
Покрови вічної владар,
Нам Бог підніс свій щедрий дар –
У праці братній і палкій
Зростай, о краю мій!